# Christine Caron
Christine „Kiki” Caron (ur. 10 lipca 1948 w Paryżu) – francuska pływaczka. Srebrna medalistka olimpijska z Tokio.
Brała udział w dwóch igrzyskach olimpijskich (IO 64, IO 68). Specjalizowała się w stylu grzbietowym i w 1964 zdobyła srebro na dystansie 100 metrów tym stylem, wyprzedziła ją jedynie Amerykanka Cathy Ferguson. W 1966 na tym samym dystansie została mistrzynią Europy, wcześniej – w 1964 – pobiła na tym dystansie swój jedyny rekord świata. Zdobyła czternaście tytułów mistrzyni Francji. W 1968 była, jako pierwsza kobieta, chorążym reprezentacji Francji podczas ceremonii otwarcia igrzysk. Jej starsza siostra Annie także była pływaczką i olimpijką (z Rzymu z 1960).
Próbowała swych sił jako aktorka, występując m.in. w Le lys de mer w 1969. W 2005 została uhonorowana Legią Honorową. W 1998 została przyjęta do International Swimming Hall of Fame.